# Staden och hundarna
Staden och hundarna (spanska: La ciudad y los perros) är den peruanske författaren Mario Vargas Llosas första roman. Den utkom i Spanien 1963 efter att först ha spärrats av censuren, och den belönades med Premio Biblioteca Breve och Premio de la Crítica. Den peruanske regissören Francisco Lombardi har gjort en filmatisering av romanen.

## Handling
Handlingen utspelar sig i militärläroverket Leoncio Prado i Lima. Skolan beskrivs som ett peruanskt mikrokosmos. Eleverna kommer från alla samhällsklasser och har skickats dit för att uppfostras eller för att fortsätta med en militär karriär. Vargas Llosa hade själv studerat två år vid skolan, därtill tvingad av sin far. Den militära disciplinen och instängdheten gjorde vistelsen outhärdlig, liksom översitteriet och brutaliteten. Men han se sidor av det peruanska samhället som han som kom från den övre medelklassen annars inte skulle ha fått möta.
Romanen gjorde succé och brukar betecknas som början på den så kallade latinamerikanska boomen. Den har getts ut i många utgåvor och översatts till ett tiotal språk. Efter den första upplagan anordnade ledningen för Leoncio Prado ett bokbål och brände några hundra exemplar i protest mot "smutskastningen".

## Bokens handling
Skolan ligger i Limas hamnstad Callao. Den drivs med militär disciplin och präglas av pennalism, rasism, underkastelse och förnedring. Huvudpersonerna är en grupp elever med öknamn som Jaguaren, Rullen, Poeten och Slaven. Intrigen utspelar sig kring stölden av ett examensprov som en i gruppen, "Bergsbon", tvingas utföra. Han anges av "Slaven" som senare blir skjuten under mystiska omständigheter vid en militärövning. Vargas Llosa bygger romanen med en teknik som inspirerats av Faulkner: täta tidsförskjutningar och personperspektiv kräver läsarens uppmärksamhet och medför att de komplicerade relationerna mellan huvudpersonerna blir genomlysta samtidigt som spänningen hela tiden hålls vid liv. Efter upplösningen får läsaren en bild av vad som sedan händer huvudpersonerna vilket ytterligare ökar intrycket av autenticitet.

## Svenska översättningar
Boken översattes 1966 av Jan Sjögren och har nyöversatts 2013 av Peter Landelius.